# 170
170 (CLXX) var ett normalår som började en söndag i den julianska kalendern.

## Händelser

### Okänt datum
- Marcus Aurelius beordrar att kristna och slavar skall behandlas humant i hela det Romerska riket.
- En ryttarstaty över Marcus Aurelius reses i Rom.
- Klaudios Ptolemaios grundläggande arbeten om kartografi publiceras.

## Födda
- Pupienus, romersk kejsare 22 april–29 juli 238 (född omkring detta år eller 165)
- Hippolytus, motpåve 217–235

## Avlidna
- Marcus Cornelius Fronto, romersk grammatiker, retoriker och talare (född omkring detta år)
- Apuleius, latinsk författare
- An Shih Kao, buddhistisk missionär